# 동탄 분기점
동탄 분기점(東灘分岐點, Dongtan Junction, 동탄JC)은 경기도 화성시 방교동에 설치된 경부고속도로와 수도권제2순환고속도로가 만나는 분기점이다. 2009년 10월 29일에 개통되었다.

## 연혁
- 2007년 10월 11일 : 분기점 신설을 위해 화성시 도시계획시설 교통광장에 동탄면 방교리 일원을 동탄 분기점으로 고시[1]
- 2009년 10월 29일 : 수도권제2순환고속도로 봉담 ~ 동탄 구간 개통과 함께 영업 개시[2]
- 2016년 12월 27일 : 이천 ~ 오산고속도로 신설을 위해 화성시 도시계획시설 교통광장 면적 변경[3]
- 2022년 3월 21일 : 수도권제2순환고속도로 동탄 ~ 곤지암 구간 개통[4]

## 구조물 정보
직결램프가 포함된 클로버형 입체 교차로이며 경부고속도로 서울 방향에서 수도권제2순환고속도로 화성 방향으로 이어지는 램프가 직결형이다.이 입체 교차로는 수도권제2순환고속도로 이천 ~ 오산 구간 건설을 염두에 두고 건설되었으며,수도권제2순환고속도로 이천 ~ 오산 구간으로 연결되는 램프는 추가 건설 되었다.
- 위치: 경기도 화성시 방교동

## 접속하는 노선

### 부산・서울방면
- 경부고속도로 (42-1번)

### 화성・양평방면
- 수도권제2순환고속도로 (5번)